# Gest-HVSL
Pour les articles homonymes, voir Gest (homonymie).
 (septembre 2012).
Si vous disposez d'ouvrages ou d'articles de référence ou si vous connaissez des sites web de qualité traitant du thème abordé ici, merci de compléter l'article en donnant les références utiles à sa vérifiabilité et en les liant à la section « Notes et références ».
Gest-HVSL est une application web d'administration de services d'hébergement destinée à la fois aux clients et aux fournisseurs d'hébergement et d'accès Internet. L'application est écrite en PHP5 — SQL — AJAX, PERL et C++ et distribuée sous licence GNU GPL. 
Cela comprend notamment la gestion des services suivants :
- Service HTTP (Apache HTTP Server),
- Service FTP (Proftpd),
- Service SQL (Mysql),
- Service DNS (Bind9),
- Service MAIL (Postfix, …).

Au-delà de ce contexte d’utilisation, l’administrateur peut installer des composants permettant d’étendre les fonctionnalités d’origines de l’application. Il peut notamment :
- installer un composant fournissant les fonctionnalités d’un Wiki ;
- installer un composant fournissant les fonctionnalités d’un Forum.

Ainsi, si un utilisateur ne désire pas proposer des services liés à l’hébergement, il pourra quand même l’exploiter en tant que simple wiki ou forum.
L’application Gest-HVSL est développée d’une manière à pouvoir facilement rajouter des fonctionnalités sous forme de composants, modules et greffons. Elle disposera à terme d’un gestionnaire de paquets similaire à APT, ce qui permettra une installation, désinstallation et mise à jour facile des composants.
L’architecture de l’application Gest-HVSL repose, en outre, sur le Design Pattern MVC (Modèle-Vue-Contrôleur).